# Fritz Christ
Fritz Christ, eigentlich Friedrich Christ (* 7. Januar 1866 in Bamberg; † 5. Juli 1906 in München) war ein deutscher Bildhauer, Medailleur und Alpinist.

## Leben

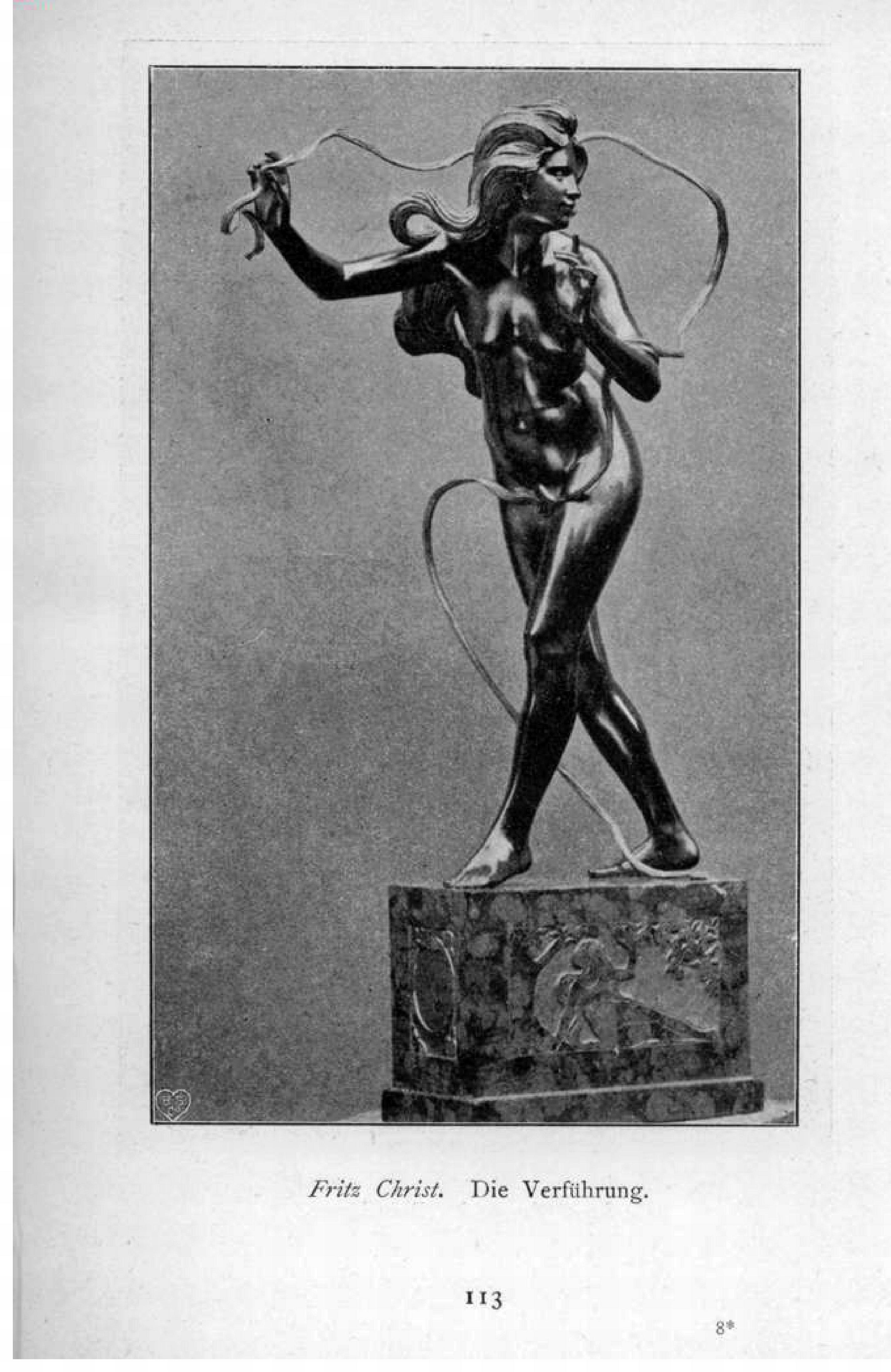
Die Verführung, Ausstellung Glaspalast München 1899

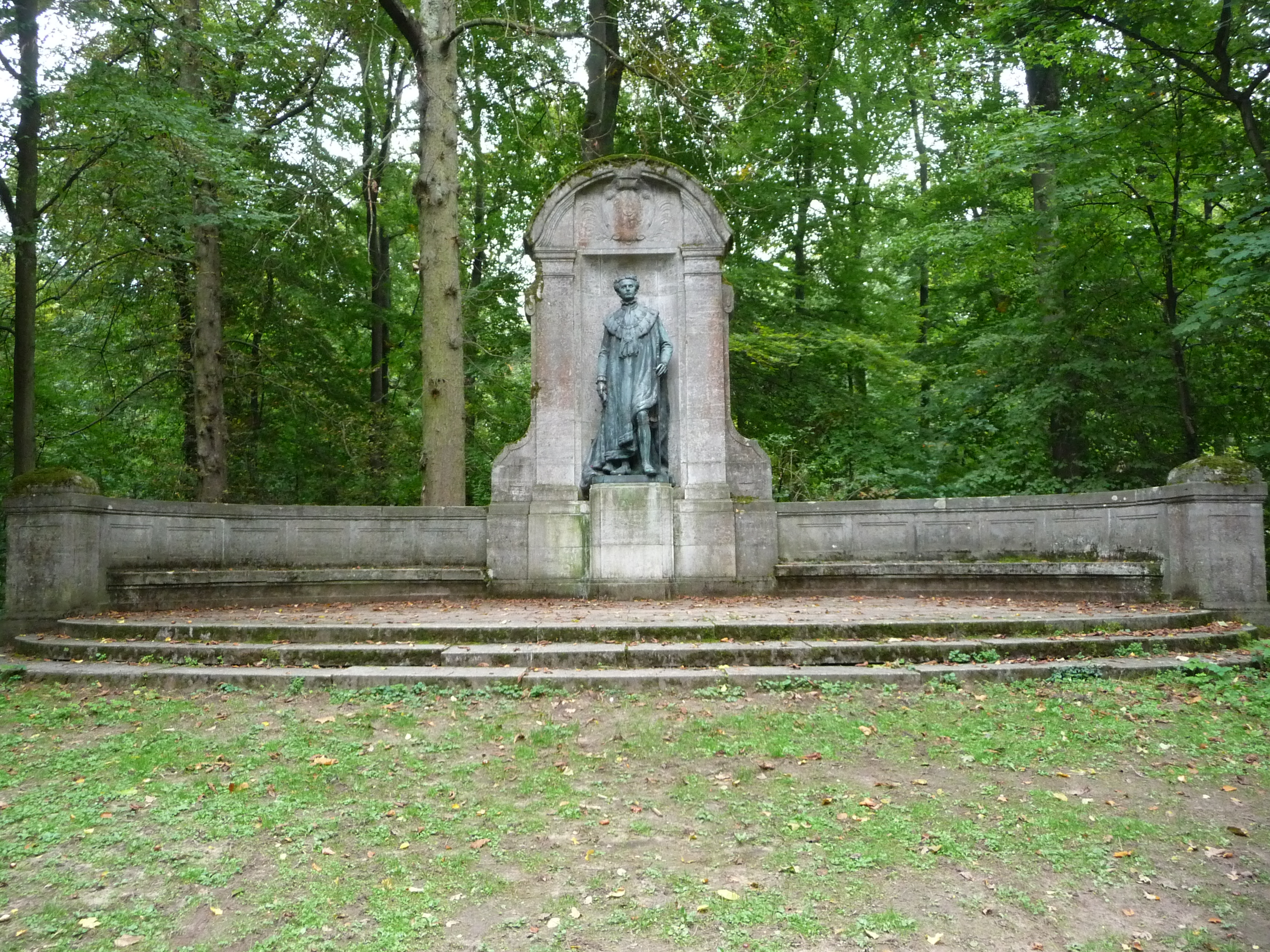
Denkmal für Ludwig II. von Bayern, Stadtpark Hain in Bamberg

Fritz Christ wurde als Sohn eines Steinmetzes im Bamberg geboren und ging bei ihm zunächst in die Lehre. Ende 1880 siedelte er zu seinem Bruder Adam nach München über, um dort seine Fähigkeiten zu vervollkommnen. Fritz Christ erhielt ab 1882 seine weitere künstlerische Ausbildung mit einem Stipendium König Ludwigs II. als Bildhauer an der Münchener Kunstakademie bei Wilhelm von Rümann, Wilhelm Widemann und Syrius Eberle. Bereits während des Studiums erhielt er für seine Bronzemodelle, unter anderem für einen Sterbenden Krieger, erste Kunstpreise. Fritz Christ führte zahlreiche Kleinplastiken in Marmor und Bronze aus, die er bei den jährlichen Kunstausstellungen im Münchener Glaspalast zeigte. Mehrfach wurde er bei Glaspalast-Ausstellungen als Juror berufen. Fritz Christ fertigte zahlreiche Plastiken für Denkmäler und Grabmäler an, die noch heute vorwiegend auf Münchener Friedhöfen zu finden sind.
Nach seinem frühen Tod fand 1907 eine Retrospektive seiner Arbeiten im Münchener Glaspalast statt. Seine Skulpturen wurden bei den Ausstellungen des Münchener Glaspalastes sowie auf den Kunstausstellungen in Paris und Chicago sowie auf einer Kunstschau in Kopenhagen prämiert. Eine seiner Frauenstatue wurde in den Bestand der Münchener Glyptothek aufgenommen.

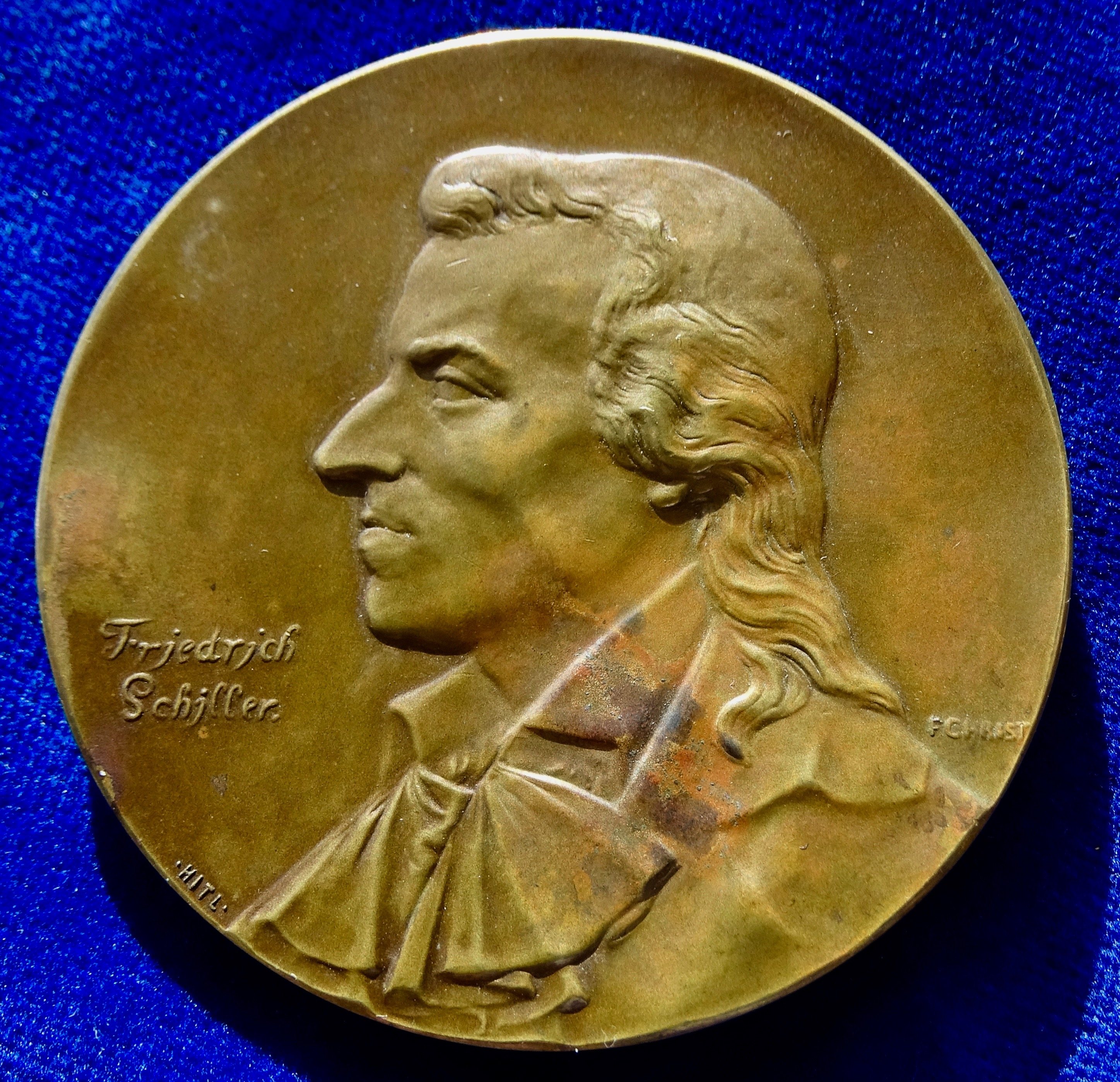
Medaille auf den 100. Todestag von Friedrich Schiller 1905, Vorderseite.

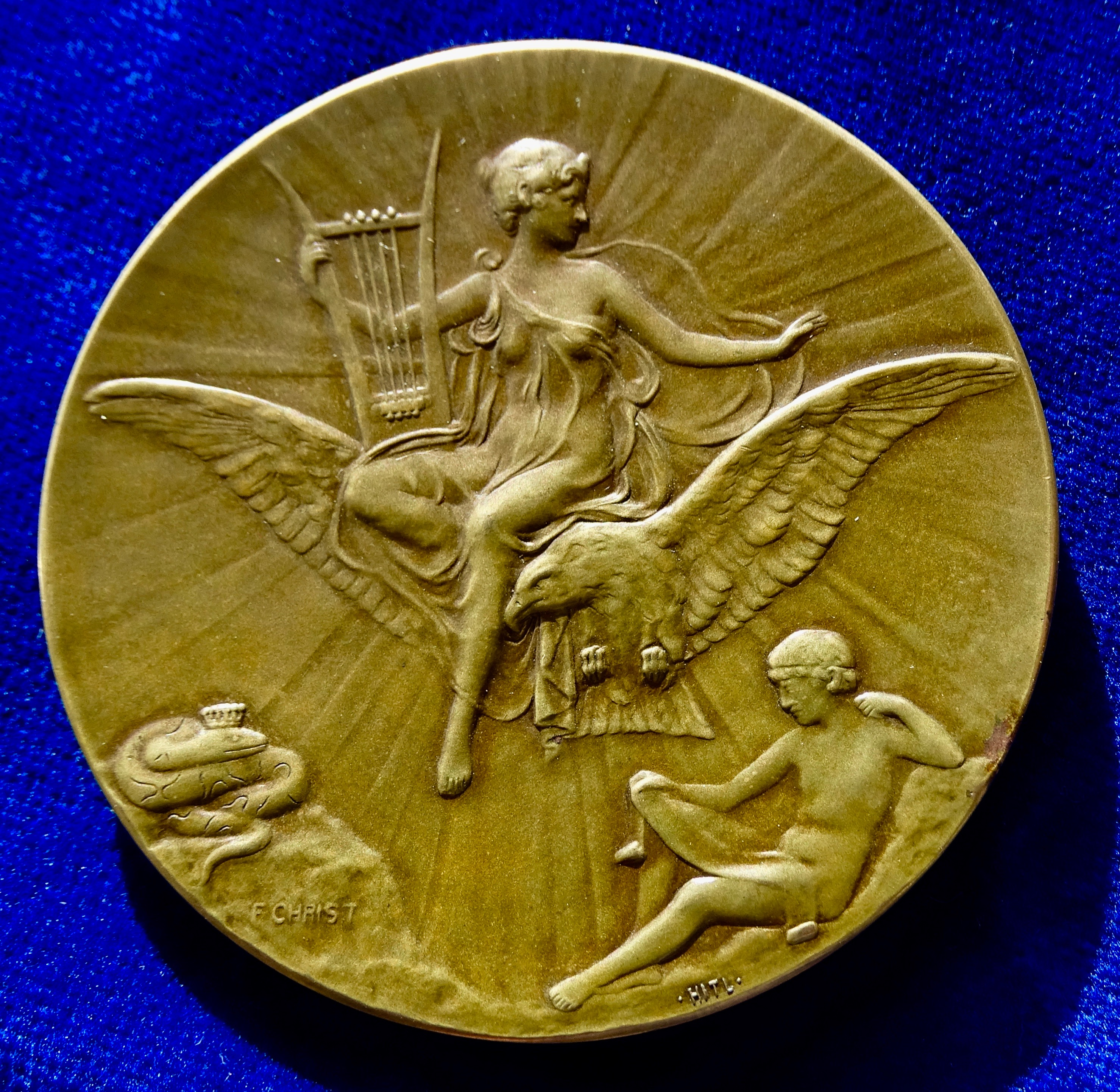
Medaille auf den 100. Todestag von Friedrich Schiller, Rückseite. Eine Muse mit Lyra im Strahlenkranz wird von Adler getragen, unten links die gekrönte Schlange symbolisiert die Medizin, rechts unten ein nackter Apoll, der Gott der Künste, der Musen und der Heilkunst.

Neben seiner künstlerischen Tätigkeit war Fritz Christ aktiver Turner und ambitionierter Bergsteiger. Er war Mitglied der Sektion Bayerland-München des Deutschen und Österreichischen Alpenverein und Mitbegründer und Mitglied des Ausschusses des Männerturnvereins München. Fritz Christ war Erstbesteiger verschiedener Kletterrouten, unter anderem des Laliderer Falk vom Falkenkar aus und der Sulzleklammspitze-Nordwand (Karwendel) sowie die Überschreitung der Ruchenköpfe mit der Durchkletterung der Westwand (Schlierseer Berge).
Der ältere Bruder von Fritz Christ – Adam Christ – war ebenfalls Bildhauer.

## Grabstätte

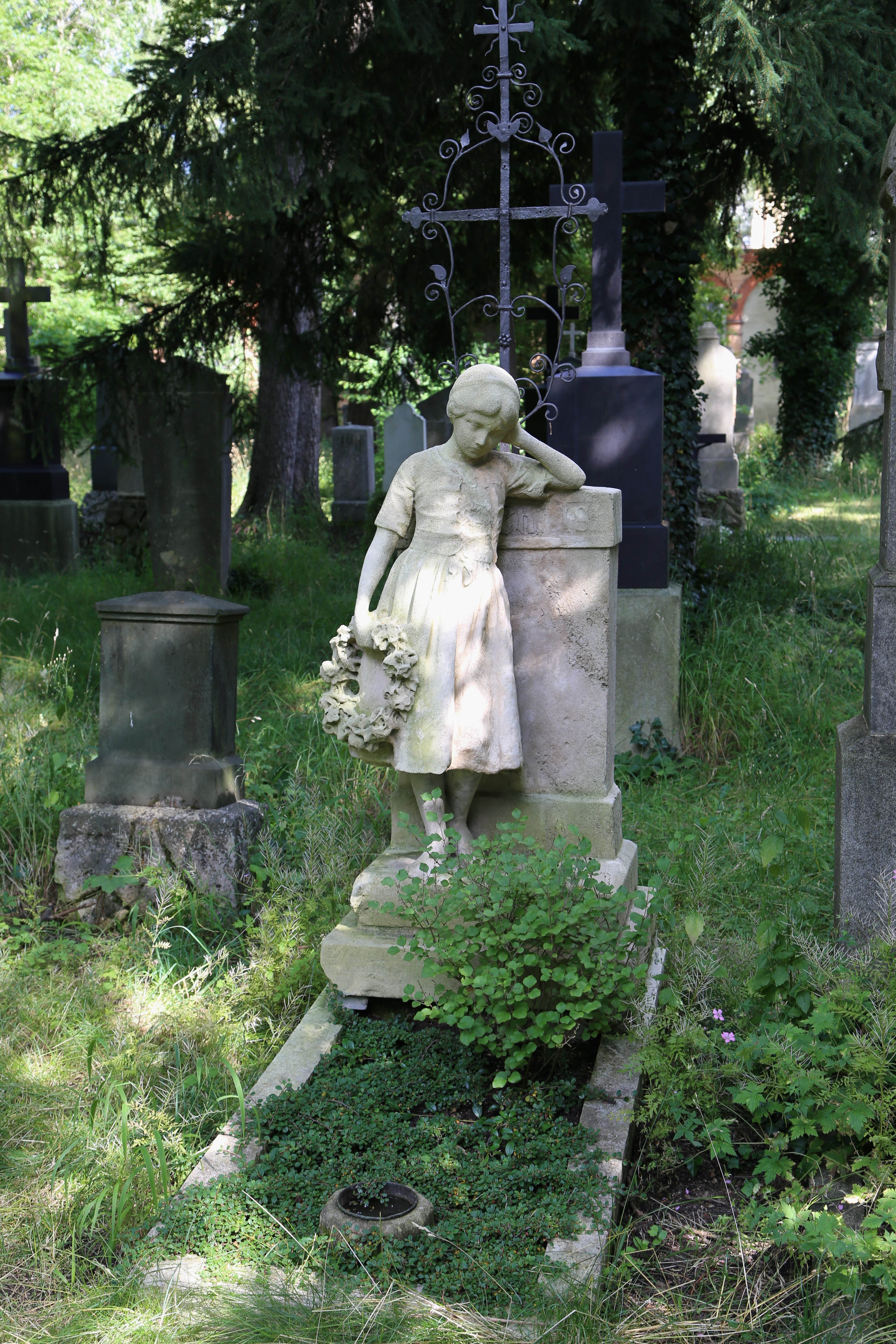
Grab von Fritz Christ auf dem Alten Südlichen Friedhof in München

Fritz Christ starb im Alter von 40 Jahren an einer Blinddarmentzündung. Die Grabstätte von Fritz Christ befindet sich auf dem Alten Südlichen Friedhof in München (Gräberfeld 40 – Reihe 7 – Platz 6) Standort.
Der ältere Bruder Adam Christ liegt ebenfalls im Alten Südlichen Friedhof begraben (Gräberfeld 20 – Reihe 8 – Platz 14) Standort.

## Werke (Auswahl)
- Die Verführung, 1899, Bronze (durch Kriegseinwirkung verschollen[7])
- Die Tänzerin, 1899, Bronze
- Die Perle, 1900 Bronze
- Trost, um 1900, Bronze
- Weiblicher Akt, um 1900, Bronze
- Salome, 1901 Bronze
- Die Gratulantin, ca. 1905/06, Bronze[8]
- Bacchantin, 1900/05, Bronze[9]
- Hygiaea, Bronze
- Judith mit dem Haupt des Holofernes, Bronze
- Susanna, Bronze
- Salomé, Bronze
- Die Sünde, Bronze
- Brunnenfigur für den  Marien- und Markusplatz (1890), Bamberg, Bronze
- Statue König Ludwig II. von Bayern, (posthum ausgeführt von Philipp Kittler, 1911), Bamberg, Bronze
- Auferstehungsengel, Grab Lorenz Peter Anton Giulini, Mannheim
- Bronzemedaille Berg heil, 1904
- Bronzeplakette Wintersport, 1904
- Bronzemedaille Friedrich Schiller, 1905

## Ausstellungen (Auswahl)
- Münchener Glaspalast 1899, 1900, 1901, 1904 und 1907
- Große Kunstausstellung Dresden 1904, 1908
- Große Kunstausstellung Berlin 1906
- Deutschnationale Kunstausstellung Düsseldorf 1902, 1907